# Lijst van spelers van het voetbalelftal van de Duitse Democratische Republiek
Deze lijst van spelers van het voetbalelftal van de Duitse Democratische Republiek geeft een overzicht van alle voetballers die minimaal vijf interlands achter hun naam hebben staan voor de DDR.

## Overzicht
| Naam speler            | Interlands | Doelpunten | Debuut     | Laatst     |
| ---------------------- | ---------- | ---------- | ---------- | ---------- |
| Joachim Streich        | 98         | 53         | 08/12/1969 | 20/10/1984 |
| Hans-Jürgen Dörner     | 96         | 8          | 22/06/1969 | 18/05/1985 |
| Jürgen Croy            | 86         | 0          | 17/05/1967 | 19/05/1981 |
| Konrad Weise           | 78         | 1          | 26/07/1970 | 10/10/1981 |
| Eberhard Vogel         | 69         | 24         | 16/12/1962 | 21/04/1976 |
| Bernd Bransch          | 64         | 3          | 17/05/1967 | 21/04/1976 |
| Peter Ducke            | 63         | 15         | 30/10/1960 | 12/10/1975 |
| Martin Hoffmann        | 62         | 15         | 21/11/1973 | 19/05/1981 |
| Ronald Kreer           | 65         | 2          | 22/09/1982 | 15/11/1989 |
| Gerd Kische            | 59         | 0          | 16/08/1971 | 19/11/1980 |
| Lothar Kurbjuweit      | 59         | 3          | 16/05/1970 | 10/10/1981 |
| Matthias Liebers       | 59         | 3          | 08/01/1980 | 02/03/1988 |
| Rainer Ernst           | 56         | 20         | 11/11/1981 | 13/05/1990 |
| Henning Frenzel        | 54         | 19         | 10/12/1961 | 28/02/1974 |
| Reinhard Häfner        | 54         | 4          | 18/09/1971 | 12/09/1984 |
| Jürgen Pommerenke      | 53         | 3          | 31/05/1972 | 16/03/1983 |
| Andreas Thom           | 51         | 16         | 10/10/1984 | 28/03/1990 |
| Ulf Kirsten            | 49         | 14         | 08/05/1985 | 13/05/1990 |
| Jürgen Sparwasser      | 48         | 14         | 22/06/1969 | 16/11/1977 |
| Jörg Stübner           | 47         | 1          | 17/11/1984 | 12/09/1990 |
| Hans-Jürgen Kreische   | 46         | 22         | 02/02/1968 | 31/07/1975 |
| René Müller            | 46         | 0          | 15/02/1984 | 12/04/1989 |
| Dirk Stahmann          | 46         | 2          | 02/03/1982 | 15/11/1989 |
| Dieter Erler           | 45         | 12         | 28/06/1959 | 2/02/1968  |
| Rüdiger Schnuphase     | 45         | 6          | 17/07/1973 | 12/10/1983 |
| Frank Rohde            | 42         | 1          | 12/09/1984 | 20/05/1989 |
| Matthias Döschner      | 40         | 2          | 26/01/1982 | 15/11/1989 |
| Wolfram Löwe           | 40         | 12         | 17/05/1967 | 12/10/1977 |
| Hans-Jürgen Riediger   | 39         | 6          | 26/03/1975 | 13/10/1982 |
| Günter Schröter        | 39         | 13         | 21/09/1952 | 21/11/1962 |
| Uwe Zötzsche           | 38         | 5          | 14/04/1982 | 30/03/1988 |
| Roland Ducke           | 37         | 5          | 14/09/1958 | 11/10/1967 |
| Harald Irmscher        | 36         | 3          | 04/09/1966 | 30/10/1974 |
| Ralf Minge             | 36         | 8          | 13/04/1983 | 12/04/1989 |
| Hans-Uwe Pilz          | 35         | 0          | 08/09/1982 | 12/04/1989 |
| Otto Fräßdorf          | 33         | 4          | 04/09/1963 | 11/11/1970 |
| Gerhard Körner         | 33         | 4          | 03/05/1962 | 19/12/1969 |
| Bodo Rudwaleit         | 33         | 0          | 09/02/1979 | 21/09/1988 |
| Gerd Weber             | 33         | 5          | 03/09/1975 | 19/11/1980 |
| Klaus Urbanczyk        | 32         | 0          | 10/12/1961 | 19/12/1969 |
| Manfred Kaiser         | 31         | 1          | 20/11/1955 | 23/02/1964 |
| Reinhard Lauck         | 30         | 3          | 16/05/1973 | 12/07/1977 |
| Thomas Doll            | 29         | 7          | 26/03/1986 | 13/05/1990 |
| Werner Heine           | 29         | 2          | 05/10/1958 | 23/02/1964 |
| Jürgen Nöldner         | 29         | 16         | 10/07/1960 | 29/03/1969 |
| Karl-Heinz Spickenagel | 29         | 0          | 26/09/1954 | 03/05/1962 |
| Hans-Dieter Krampe     | 28         | 0          | 11/02/1959 | 04/09/1965 |
| Hartmut Schade         | 28         | 4          | 12/10/1975 | 13/02/1980 |
| Wolfgang Steinbach     | 28         | 1          | 04/04/1978 | 13/03/1985 |
| Günther Wirth          | 28         | 11         | 08/05/1954 | 14/10/1962 |
| Herbert Pankau         | 23         | 3          | 09/12/1962 | 29/10/1967 |
| Matthias Sammer        | 23         | 6          | 19/11/1986 | 12/09/1990 |
| Rico Steinmann         | 23         | 3          | 19/11/1986 | 13/05/1990 |
| Matthias Lindner       | 22         | 0          | 29/04/1987 | 13/05/1990 |
| Helmut Stein           | 22         | 3          | 09/12/1962 | 03/11/1973 |
| Siegmar Wätzlich       | 22         | 0          | 07/10/1972 | 05/06/1975 |
| Hans-Ulrich Grapenthin | 21         | 0          | 31/07/1975 | 10/10/1981 |
| Peter Kotte            | 21         | 3          | 21/04/1976 | 19/11/1980 |
| Lutz Lindemann         | 21         | 2          | 07/09/1977 | 15/10/1980 |
| Jürgen Raab            | 20         | 2          | 10/02/1982 | 19/10/1988 |
| Wolfgang Seguin        | 19         | 0          | 27/05/1972 | 03/09/1975 |
| Bringfried Müller      | 18         | 0          | 18/09/1955 | 11/12/1960 |
| Detlef Schößler        | 18         | 0          | 19/02/1986 | 12/09/1990 |
| Norbert Trieloff       | 18         | 0          | 19/11/1980 | 12/09/1984 |
| Frank Baum             | 17         | 0          | 28/02/1979 | 20/08/1986 |
| Wolfgang Blochwitz     | 17         | 0          | 04/09/1966 | 26/02/1974 |
| Jürgen Heun            | 17         | 4          | 07/05/1980 | 16/11/1985 |
| Waldemar Mühlbächer    | 17         | 1          | 01/05/1958 | 09/10/1965 |
| Klaus Sammer           | 17         | 0          | 11/11/1970 | 26/09/1973 |
| Rainer Troppa          | 17         | 0          | 11/11/1981 | 08/12/1984 |
| Siegfried Wolf         | 17         | 0          | 18/09/1955 | 06/09/1959 |
| Kurt Liebrecht         | 16         | 1          | 30/10/1960 | 04/09/1965 |
| Lothar Meyer           | 16         | 2          | 08/05/1954 | 16/04/1961 |
| Carsten Sänger         | 16         | 0          | 28/03/1984 | 25/03/1987 |
| Manfred Walter         | 16         | 0          | 03/01/1965 | 11/10/1967 |
| Manfred Geisler        | 15         | 1          | 03/01/1965 | 13/09/1967 |
| Hans Richter           | 15         | 4          | 17/11/1982 | 19/08/1987 |
| Michael Strempel       | 15         | 1          | 16/05/1970 | 16/10/1971 |
| Willy Tröger           | 15         | 11         | 24/10/1954 | 01/05/1959 |
| Jörg Weißflog          | 15         | 0          | 11/08/1984 | 20/05/1989 |
| Joachim Fritsche       | 14         | 0          | 26/09/1973 | 12/07/1977 |
| Andreas Trautmann      | 14         | 1          | 10/02/1983 | 20/05/1989 |
| Dieter Kühn            | 13         | 5          | 06/09/1978 | 30/03/1983 |
| Helmut Müller          | 13         | 5          | 27/10/1957 | 14/10/1962 |
| Artur Ullrich          | 13         | 0          | 02/04/1980 | 24/08/1983 |
| Horst Assmy            | 12         | 4          | 08/05/1954 | 21/06/1959 |
| Herbert Schoen         | 12         | 0          | 21/09/1952 | 27/10/1957 |
| Horst Weigang          | 12         | 0          | 21/11/1962 | 02/02/1968 |
| Manfred Zapf           | 12         | 0          | 22/06/1969 | 05/06/1975 |
| Frank Ganzera          | 11         | 0          | 08/12/1969 | 27/05/1973 |
| Rainer Nachtigall      | 11         | 2          | 11/12/1960 | 03/01/1965 |
| Peter Rock             | 10         | 1          | 20/10/1968 | 02/02/1971 |
| Klaus-Dieter Seehaus   | 10         | 0          | 17/12/1963 | 22/11/1969 |
| Uwe Weidemann          | 10         | 0          | 06/04/1985 | 13/05/1990 |
| Karl Wolf              | 10         | 0          | 08/05/1954 | 25/09/1957 |
| Christian Backs        | 9          | 1          | 26/07/1983 | 06/04/1985 |
| Andreas Bielau         | 9          | 0          | 19/04/1981 | 16/10/1985 |
| Michael Glowatzky      | 9          | 1          | 12/09/1984 | 20/08/1986 |
| Lothar Hause           | 9          | 1          | 06/09/1978 | 22/09/1982 |
| Gert Heidler           | 9          | 2          | 21/04/1976 | 19/04/1978 |
| Dirk Heyne             | 9          | 0          | 11/02/1979 | 11/04/1990 |
| Werner Peter           | 9          | 1          | 08/03/1978 | 28/03/1979 |
| Werner Eilitz          | 8          | 0          | 21/09/1952 | 14/10/1956 |
| Harald Fritzsche       | 8          | 0          | 16/05/1962 | 23/02/1964 |
| Martin Skaba           | 8          | 0          | 14/09/1958 | 19/10/1963 |
| Martin Trocha          | 8          | 1          | 07/05/1980 | 22/09/1982 |
| Wilfried Gröbner       | 7          | 0          | 21/04/1976 | 28/02/1979 |
| Jürgen Heinsch         | 7          | 0          | 04/09/1963 | 04/09/1965 |
| Hendrik Herzog         | 7          | 0          | 25/10/1989 | 13/05/1990 |
| Peter Kalinke          | 7          | 0          | 10/07/1960 | 22/10/1961 |
| Herbert Maschke        | 7          | 0          | 12/08/1959 | 16/09/1962 |
| Frank Pastor           | 7          | 0          | 24/08/1983 | 13/05/1987 |
| Frank Richter          | 7          | 1          | 02/02/1971 | 18/02/1973 |
| Udo Schmuck            | 7          | 1          | 27/10/1976 | 19/05/1981 |
| Heiko Scholz           | 7          | 0          | 29/04/1987 | 12/09/1990 |
| Werner Unger           | 7          | 0          | 24/10/1954 | 12/01/1964 |
| Dariusz Wosz           | 7          | 0          | 22/03/1989 | 12/09/1990 |
| Georg Buschner         | 6          | 0          | 26/09/1954 | 27/10/1957 |
| Lutz Eigendorf         | 6          | 3          | 30/08/1978 | 11/02/1979 |
| Gerhard Franke         | 6          | 0          | 29/06/1958 | 11/02/1959 |
| Wilfried Klingbiel     | 6          | 1          | 29/06/1958 | 10/09/1961 |
| Ernst Lindner          | 6          | 0          | 14/10/1956 | 16/09/1962 |
| Burkhard Reich         | 6          | 0          | 13/05/1987 | 26/01/1990 |
| Hermann Stöcker        | 6          | 4          | 04/09/1963 | 25/04/1965 |
| Dieter Strozniak       | 6          | 0          | 07/05/1980 | 26/01/1982 |
| Reinhard Franz         | 5          | 2          | 14/10/1956 | 10/07/1960 |
| Joachim Müller         | 5          | 0          | 27/04/1977 | 08/03/1978 |
| Heiko Peschke          | 5          | 1          | 28/03/1990 | 12/09/1990 |
| Uwe Rösler             | 5          | 0          | 26/01/1990 | 12/09/1990 |
| Gerhard Schaller       | 5          | 0          | 18/09/1955 | 14/10/1956 |
| Horst Scherbaum        | 5          | 0          | 21/09/1952 | 14/09/1958 |
| Rainer Schlutter       | 5          | 0          | 26/07/1970 | 09/05/1971 |

DFV · Kwalificatiewedstrijden · A-internationals · Bondscoaches · Statistieken · DDR vrouwenelftal · DDR U21 · DDR U20 ·  DDR U18 · DDR U16
1952 – 1959 · 
1960 – 1969 · 
1970 – 1979 · 
1980 – 1990
WK 1974
OS 1964 · 
OS 1972 · 
OS 1976 · 
OS 1980
1952 · 
1953 · 
1954 · 
1955 · 
1956 · 
1957 · 
1958 · 
1959 ·
1960 · 
1961 · 
1962 · 
1963 · 
1964 · 
1965 · 
1966 · 
1967 · 
1968 · 
1969 ·
1970 · 
1971 · 
1972 · 
1973 · 
1974 · 
1975 · 
1976 · 
1977 · 
1978 · 
1979 ·
1980 · 
1981 · 
1982 · 
1983 · 
1984 · 
1985 · 
1986 · 
1987 · 
1988 · 
1989 · 
1990
Albanië ·
Algerije ·
Argentinië ·
Australië ·
België ·
Bolivia ·
Brazilië ·
Bulgarije ·
Canada ·
Chili ·
Colombia ·
Cuba ·
Denemarken ·
Duitsland ·
Ecuador ·
Egypte ·
Engeland ·
Finland ·
Frankrijk ·
Ghana ·
Griekenland ·
Guinee ·
Hongarije ·
IJsland ·
Indonesië ·
Irak ·
Italië ·
Joegoslavië ·
Koeweit ·
Luxemburg ·
Mali ·
Malta ·
Marokko ·
Mexico ·
Myanmar ·
Nederland ·
Noorwegen ·
Oostenrijk ·
Polen ·
Portugal ·
Roemenië ·
Schotland ·
Sovjet-Unie ·
Spanje ·
Sri Lanka ·
Tsjecho-Slowakije ·
Tunesië ·
Turkije ·
Uruguay ·
Verenigde Staten ·
Wales ·
Zweden ·
Zwitserland